# Abu Nuwas
Abu-Nuwas al-Hasan ben Hani al-Hakami, född omkring 757 i Ahvaz, Iran, död 815 i Bagdad, dagens Irak, känd som Abū-Nuwās (arabiska: ابونواس; persiska: ابونواس) var en berömd arabisk poet samtida med kalifen Harun al-Rashid. Nuwas omtalas som en av abbasidtidens främsta modernister. Han var viktig som förnyare av kärleksdiktningen genom att vara djärv och öppen om både heterosexuella och homosexuella erfarenheter. 
Abu Nuwas anses generellt som en av de största klassiska arabiskspråkiga poeterna. Han var mästare i alla dåtidens genrer inom den arabiska poesin: dryckessånger, jaktdiktning, hånvisor, hyllningsdikter, klagodikter och kärleksdikter. Hans rykte vilar främst på sånger och dikter om vin (khamriyyat) och "behagfulla ynglingar". Abu Nuwas har själv blivit omskriven i litteraturen och figurerar vid flera tillfällen i sagosamlingen Tusen och en natt.

## Biografi
Abu Nuwas föddes i staden Ahvaz i Persien och var av arabisk härkomst på faderns sida och av persisk på moderns. Åtta år gammal kom han till Basra, varifrån han flyttade till Kufa för att studera skaldekonst, grammatik och teologi hos läromästaren Khalaf al-Ahmar. I Kufa tillhörde Abu Nuwas kretsen runt den bohemiske poeten Waliba ibn al-Hubab. Ett år vistades han i öknen med beduiner. År 786 kom Abu Nuwas till Bagdad där han blev visirfamiljen Barmakis gunstling. Han blev personlig vän med kaliferna Harun al-Rashid och Al-Amin. Abu Nuwas dog någon gång mellan 813 och 815. Enligt en uppgift inträffade dödsfallet hemma hos en servitris i Bagdad. Enligt en annan källa blev han giftmördad. Efter Harun al-Rashids död utbröt strider mellan kalifatets arvingar. Under striderna vistades Abu Nuwas ett år i Egypten.

## Författarskap
Abu Nuwas anses vara en av de största klassiska arabiska författarna. Han påverkade många senare författare, bland annat de båda persiska poeterna Omar Khayyám och Hafez. Hedonistiska karikatyrer av Abu Nuwas förekommer på flera ställen i Tusen och en natt. Hans mest kända dikter förlöjligar nostalgin över en beduinsk livsföring och prisar entusiastiskt det samtida storstadslivet i Bagdad som en skarp kontrast. Föremålet för stor del av hans kärleksdiktning är slavinnan Djanân. Abu Nuwas skrev även jaktdikter där han skildrade jakthundar, jaktfalkar, hästar och bytesdjuren med omsorg. Den främsta inspiratören till den homoerotiska diktningen var Waliba ibn al-Hubab.
Hans uttrycksfullhet, särskilt på områden som var och ännu är förbjudna enligt islam, har väckt sentida censorers intresse. Medan hans verk cirkulerade fritt fram till 1900-talets början, utkom den första moderna censurerade utgåvan av Abu Nuwas verk i Kairo 1932. I januari 2001 beordrade Egyptens kulturministerium att runt 6 000 av hans böcker skulle brännas, vars texter omfattade homoerotisk poesi. 1976 namngavs en krater på Merkurius efter Abu Nuwas.

### Sagt om Abu Nuwas
- Historikern Ali al-Masudi : "Hans talang är så stor att det bokstavligen skulle stänga portarna till poesins backanal".[14]
- Sociologen Ibn Khaldun: "En av de största arabiska poeterna".[15]
- Författaren Al-Jahiz : "Jag har aldrig sett någon som kan den arabiska vokabulären bättre och uttrycka sig själv med större renhet och mjukhet genom att undvika allt opassande"[16]

## Eftermäle
Nedslagskratern Abu Nuwas på planeten Merkurius är uppkallad efter honom.